# Kuntergrau
Kuntergrau je německý seriál z let 2015–2017 vysílaný prostřednictvím webových stránek. Seriál ve dvou sériích pojednává o pěti přátelích z Kolína nad Rýnem.

## Děj
Studenti Jan a Noah chodí spolu, ale jejich představy o sexu jsou odlišné, což mezi nimi vede k neshodám. Když se Noah náhodou dozví, že Jan uvažuje o studiu v zahraničí, vztah se dostane do krize. Marcel pracuje na přepážce v bance. Zde se seznámí s Lukasem, který se právě přistěhoval do Kolína,protože se nepohodl se svými konzervativně smýšlejícími rodiči. Leopold bydlí se svou volnomyšlenkářskou babičkou, která ho ve všem podporuje. Začne chodit s Lukasem, aniž by tušil, že ten se už má nezávazný poměr s Marcelem. Když ale Lukas zjistí, že Marcel je HIV pozitivní, a hlavně je Lukasův kamarád, rozejde se s Marcelem.

## Obsazení
| Fabian Freistühler | Jan                           |
| Daniel Kosic       | Lukas                         |
| Marcel Meyer       | Leopold                       |
| Moustafa Tarraf    | Marcel                        |
| Daniel Printz      | Noah                          |
| Kathleen Renish    | Leopoldova babička Margarethe |